# Дзосигая (станция)
Станция Дзосигая (яп. 雑司が谷駅 дзо:сигая эки) — железнодорожная станция на линии Фукутосин расположенная в специальном районе Тосима, Токио. Станция обозначена номером F-10. Была открыта 14 июня 2008 года. На станции установлены автоматические платформенные ворота.

## Планировка станции
Одна платформа островного типа и 2 пути.
| 1 | ○ Линия Фукутосин | Синдзюку-Сантёмэ, Сибуя                                                |
| 2 | ○ Линия Фукутосин | Икэбукуро, Вакоси, Линия Тодзё, Линия Юракутё (Сэйбу), Линия Икэбукуро |

## Близлежащие станции
| «                                            |                 | Линия           |                 | »               |
| Линия Фукутосин                              | Линия Фукутосин | Линия Фукутосин | Линия Фукутосин | Линия Фукутосин |
| -------------------------------------------- | --------------- | --------------- | --------------- | --------------- |
| Икэбукуро                                    | Икэбукуро       | Local           | Ниси-Васэда     | Ниси-Васэда     |
| Express Commuter Express: не останавливается |                 |                 |                 |                 |